# Mega Man Battle Network
Mega Man Battle Network è un videogioco per Game Boy Advance tratto dal manga Rockman.EXE. Dal gioco e dal manga è stato tratto un anime, MegaMan NT Warrior.

## Trama
Nell'anno 200X la tecnologia informatica ha raggiunto livelli spaventosi tanto da creare una rete informatica navigabile da un proprio Net Navi che si trova in un PET (PErsonal Terminal). I Net Navi possono Net-Combattere in rete utilizzando delle armi chiamate Battle Chip che possono difendere, colpire, recuperare vita, ecc.
I personaggi del gioco sono Lan e Mega Man, i quali combattono per salvare la rete dal crimine informatico.

## Personaggi principali

### Umani
Lan Hikari: Figlio del famoso dottore Yuchiro Hikari è il protagonista del gioco. Ha dovuto scontrarsi con varie organizzazioni criminali: tre volte la WWW, una volta la GOSPEL (una subordinata della WWW) e due volte contro la NEBULA. Il suo Net Navi è Megaman.EXE.
È innamorato di Mayl.
Mayl: Amica e vicina di Lan. È segretamente innamorata di Lan e lo si capisce in molti dei capitoli del gioco. Il suo Net Navi è Roll.EXE.
Dex: Amico di Lan. Grosso e semicalvo è sempre pronto a duellare con Lan, anche se perde ogni volta. Sempre pronto ad attaccar briga, col passare del tempo nella storia ha una posizione poco rilevante. Il suo Net Navi è GutsMan.EXE.
Yai Ayano: Amica di Lan. Di famiglia molto ricca. Ha 4 anni di meno dei suoi compagni, ma è molto più intelligente di loro. Ha un carattere sbarazzino e snob. Il suo Net Navi è Glyde.EXE.
Chaud Blaze: Amico e rivale di sempre di Lan. Il suo atteggiamento arrogante lo ha portato più volte alla sconfitta. Net Operatore Ufficiale ha più volte incontrato Lan nelle vicende sulla rete. Il suo Net Navi è Protoman.EXE.
Mr.Wily: L'antagonista principale: malvagio e spietato, cerca in ogni modo di distruggere il mondo e la rete informatica. Ogni volta che si pensa sia morto ricompare magicamente con un nuovo piano per la conquista del mondo. Fa tutto questo perché quando lavorava col nonno di Lan chiese fondi per un progetto sulla robotica, ma non venne accettato e quei fondi vennero dati al Dottor Tadashi Hikari (il nonno di Lan) che li usò per aumentare la tecnologia informatica.

### Net Navi
Megaman.EXE: è il Net Navi di Lan. Venne creato da un progetto di Yuichiro per poter ridare a Lan il fratello morto che si chiamava Hub. La sua Charge Weapon è il Mega Buster. È segretamente innamorato di Roll.
Gutsman.EXE: è il Net Navi di Dex. Grosso come il suo operatore, parla in modo poco comprensibile mettendo tra una parola e l'altra un GA-GA. Donerà a Megaman il Guts Soul durante il torneo disputato al Den Dome. La sua Charge Weapon è la Guts Machine Gun.
Roll.EXE: è il Net Navi di Mayl. Piccola e carina, Roll quando combatte non risparmia un colpo. Cerca sempre di mettere Lan e Mayl insieme. Donerà a Megaman il Roll Soul durante l'Eagle Tournement. La sua Charge Weapon è il Roll Flash. È innamorata segretamente di Megaman.
Glyde.EXE: è il Net Navi di Yai. Sempre cortese e gentile, Glyde usa armi sconosciute perché non lo si vede combattere mai.
Protoman.EXE: è il Net Navi di Chaud. Sempre fiero e pronto a combattere, è un combattente implacabile. Col passare del tempo diventa sempre più forte e potente. Donerà a Megaman il Proto Soul prima durante il torneo indetto a Netopia e poi durante una missione di liberazione con il Team Protoman. La sua Charge Weapon è la Wide Sword.
Bass.EXE: misterioso Net Navi senza operatore che vaga nell'Undernet. Molte volte ha dovuto scontrarsi con Megaman e ogni volta che veniva battuto tornava alla rimonta. Dopo essere stato inghiottito da Alpha ha perso la maggior parte dei suoi poteri, ma li ha recuperati prima grazie alla Gospel e dopo grazie all'oscurità di Nebula Grey. Inizialmente la sua Charge Weapon era il Buss Buster, ma poi si è tramutato nel 4 Hell's Ring. Con l'e-card raffigurante Bass Cross Megaman si può ottenere questa speciale Soul.

## Personaggi secondari

### Umani
Mr.Match: si finge un riparatore di sistemi informatici per appiccare un incendio in casa Hikari. Fireman è il suo Net Navi. Sconfitto, sparisce dalla scena. Riappare con un nuovo Net Navi, Heatman in Megaman Battle Network 2 come personaggio secondario. Nel terzo capitolo riapparirà di nuovo, con un nuovo Net Navi, FlameMan, e di nuovo al fianco della WWW. Farà la sua apparizione in Megaman Battle Network 4 al Den Dome come partecipante al torneo locale. La saga di Megaman finisce con Megaman Battle Network 6 dove Mr. Match sarà uno dei professori di Lan a Central Town e in questo caso ci sarà Heatman con lui.
Higsby: prende il posto della maestra di Lan, Ms.Mari e intrappola tutti gli alunni nelle loro proprie classi. Verrà battuto da Lan e pentendosi di quello che ha fatto decide di aprire un negozio di Battle Chip ad ACDC Town. Insieme al suo Navi, Numberman partecipa al torneo che si tiene al Den Dome. Farà parte poi del Team Colonel.
Dottor Froid: è il capo della WaterWorks Inc., ovvero dell'acquedotto situato al Government Center. Verrà costretto a congelare le riserve idriche dalla WWW perché essi avevano rapito suo figlio. Il suo Net Navi Iceman dovrà vedersela con Protoman e poi con Megaman. Farà una breve apparizione al Grand Prix Challenge.
Maddy: uno dei membri della WWW. Con il suo Net Navi Colorman costringe Iceman ha congelare l'acquedotto, poi saboterà i semafori dove Megaman arriverà per salvare Roll, rimasta al suo malgrado intrappolata in questo pasticcio.
Conte Zap: l'elettrico membro della WWW pensa bene di intrappolare nel ristorante che si trova nei piani sottostanti del Government Center molti scienziati dello SciLab. Megaman sconfiggerà Elecman, il suo Net Navi, grazie all'intervento di Lan che blocca lo scorrere dell'energia elettrica. Nel sesto gioco Elecman passerà di proprietà alla madre, la Contessa Zap, la quale offrirà a Megaman la ElecSoulCross
Mahajarama: Braccio destro di Wily, Mahajarama con l'aiuto di Magicman per poco non eliminava Megaman. Appare al Grand Prix Challenge con un Magicman più forte che mai.
Sal: vende al Government Complex degli squisiti pasti fatti con frutta e verdure. Con il suo Net Navi Woodman parteciperà al torneo previsto al Den Dome. Parteciperà anche al Grand Prix Challenge.
Ms.Mari e Ms.Yuri: sono due gemelle e due maestre di Lan all'ACDC School e alla Den School. Nella serie animata Ms.Mari e Ms Yuri si riconoscono dai capelli, mentre nel gioco si riconosce il colore della maglia e del trucco.
Miyu: è una veggente che combatte guardando la sua sfera di cristallo. Il suo Net Navi Skullman metterà alla prova Megaman al negozio di antiquariato a Den Town.
Masa: rivale di vendite di pranzi al sacco di Sal; a differenza di quest'ultima lui vende genuini pasti di pesce ricchi di calcio. Il suo Net Navi è il veloce Sharkman.
Yuichiro Hikari e Haruno Hikari: sono il padre e la madre di Lan. Più volte chiederanno aiuto al figlio.
Arashi: lavorava per la Den Gas finché non venne radiato quando tentò di uccidere con dei gas velenosi Yai. Pochi giorni dopo finì in ospedale per un attentato verso di lui nella stazione della metropolitana di ACDC Town.
Dave Speedy: ex-ranger e bombarolo dell'Okuden Valley. Piazzò in essa 4 bombe controllate a distanza dal suo Net Navi, Quickman. Riapparirà al Grand Prix Challenge.
Dark Myabi: chiamato anche Dust (polvere) è un mercenario che fa molti lavori in cambio di denaro. Kid Gospel gli assegno il compito di eliminare il re di Yumland e distruggere il Computer Madre di Electopia che gestiva tutte le informazioni cibernetiche del continente omonimo. Si unirà al Team Colonel.
Principessa Pride: venne usata dalla Gospel per eliminare Lan e Chaud a un convegno dei Net Operatori Ufficiali sulla Gospel. Due anni dopo si unirà al Team Colonel.
Magnus Gauss: capo della Gauss Inc. rubò con l'aiuto di Magnetman il Super Program da un aereo di ritorno da Netopia. Fratello del Conte Zap (il quale vero nome è Jack Electricity). Gauss venne fermato da Megaman poco dopo l'atterraggio al quale gli ufficiali lo arrestarono. Nel quinto gioco Tesla Magnets, la figlia, userà MagnetMan e si unirà al Team Protoman.
Kid Gospel o Shaun: Shaun è un bambino rimasto orfano per la morte dei suoi genitori in un incidente aereo, vagando solo con il suo Net Navi nella rete incontrò Wily, il quale lo convinse a creare una Net Mafia, il Gospel. Dopo che Lan lo convinse a cambiare piani divenne suo amico. Partecipò al Grand Prix Challenge.
Ribitta: giornalista della DNN TV appare sempre vicina ad un cameraman, pronta sempre ad ogni scoop a volte si caccia in guai veri e propri. Per un incidente causato proprio da lei e per salvare Colonel si unisce al Team Colonel.
Mr.Famous: famoso Net Operatore dell'Official Center è un grande realizzatore di Net Navi. Più volte Lan lo sfiderà. I suoi Net Navi sono: Gateman, Punk, Kendoman e Gridman. A volte lo si incontra a vender Battle Chip ai Comet Chip Shop di Central Town.
Raul: capo di un clan di Netopia sfida Lan per vedere se può avere il permesso di andare in rete attraverso la sua radio. Farà una breve apparizione al Grand Prix tenuto alle Hades Island. Parteciperà come rappresentante di Netopia al Red Sun Tournement con Thunderman.
Ms. Milion: ricchissima donna d'affari compra da un gruppo di contrabbandieri tutti i Battle Chip contenuti nel Pack di Lan durante un incidente a Netopia. Venne sconfitta clamorosamente da quest'ultimo.

### Net Navi
Fireman: è il Net Navi di Mr.Match. Venne inviato nell'Oven Comp di casa Hikari per rubare il Fire Program. Donerà a Megaman al torneo del Den Dome il Fire Soul. La sua Charge Weapon è la Fire Arm. Nel doppiaggio italiano della serie animata, è chiamato Torch Man. Questo, tra l'altro, diventò il nome di uno degli otto Robot Masters di Mega Man 11.
Numberman: è il Net Navi di Higsby. Viene mandato nel School Comp per ipnotizzare gli alunni di ACDC Town e farli credere dei subordinati della WWW. Donerà a Megaman il Number Soul prima al Den Dome durante il torneo e dopo durante una missione di liberazione con il Team Colonel. Tuttora viaggia in rete alla ricerca di chip rari per Higsby. La sua Charge Weapon è il Number Dice.
Stoneman: lavora per la WWW e parla con versi (Urg-Urghh). Megaman lo eliminerà per liberare la metropolitana cibernetica da un enorme masso. La sua Charge Weapon è lo Stone Slide.
Iceman: è il Net Navi del Dr. Froid. Molto combattivo riesce a tenere testa al potente Protoman. La sua Charge Weapon è l'Ice Tower.
Wackoman: è il Net Navi di Maddy. Viene mandato nel Waterworks Comp per prendere l'Acqua Program. Combatte utilizzando due pupazzi che lanciano torri di fuoco e d'acqua. La sua Charge Weapon è la Wacko Ball.
Elecman: è il Net Navi del Conte Zap. Viene inviato nell'Engine Comp per rubare l'Elec Program. Grazie all'elettricità continua che passava da un punto all'altro Elecman per poco tempo è invulnerabile. Riappare a Sky Town insieme alla sua nuova Operatrice,
ovvero la Contessa Zap. Dopo un lungo allenamento Megaman riceverà da Elecman l'Elec Soul. La sua Charge Weapon è l'Elec Lightning.
Bombman: capo guardia del WWW Comp e dell'Undernet. Anche se Megaman riesce a sconfiggerlo esso si autodistrugge eliminando il collegamento che portava l'Undernet al WWW Comp. La sua Charge Weapon è la Black Cross Bomb.
Magicman: è il Net Navi di Mahajarama. Protegge fino all'ultimo l'entrata al Rocket Comp.; dopo essere stato sconfitto Wily prende una parte del Life Virus e lo inserisce nel programma di Magicman, il quale per poco non elimina Megaman. Appare al Grand Prix Challenge come partecipante di Yumland il suo paese natale.
Woodman: è il Net Navi di Sal. Durante il torneo al Den Dome donerà a Megaman il Wood Soul. La sua charge Weapon è la Wood Tower.
Skullman: è il Net Navi di Miyu. La sua Charge Weapon è il Skull Bone.
Sharkman: è il Net Navi di Masa. Parteciperà al Grand Prix tenuto alle Hades Island. La sua Charge Weapon è la Shark Fin.
Life Virus: creato da Wily è il programma che controlla il Rocket Comp. Usa come armi vari attacchi elementali. Verrà poi estratto dal Life Virus e dai suoi Virus, gli Scuttlest, la Life Aura. La sua Charge Weapon è la Life Sword. 
Il Life Virus non è un Net Navi!
Airman: è il Net Navi di Arashi. Si introduce nel Gas Comp di casa Ayano per eliminare come negli ordini della Gospel Yai; viene fermato da Megaman. La sua Charge Weapon è l'Air Tornado.
Quickman: è il Net Navi di Dave Speedy. Si tratta del più veloce tra i Net Navi. Dopo che Megaman lo ha eliminato si scopre che è Quickman il detonatore per le 4 bombe, ma l'attentato viene fermato da Protoman che disconnette Quickman in tempo. La sua Charge Weapon è il Quick Boomernag.
Cutman: uno dei Net Navi della Gospel. Si nomina Vice Comandante delle forze di occupazione di Nuova Yumland. Appare al Yumland Square poco dopo che il re era stato assassinato da Shadowman. La sua Charge Weapon è il Big Cut.
Shadowman: è il Net Navi di Dark Myabi (Dust). Dopo aver eliminato il re di Yumland tenta di distruggere il Computer Madre, ma viene fermato in tempo da Megaman. Cercherà la rivincita al Grand Prix Challenge. Dopo aver messo alla prova Megaman regalerà a Megaman lo Shadow Soul. La sua Charge Weapon è lo Shadow Shuriken.
Knightman: è il Net Navi della principessa Pride. Tenterà di evitare una battaglia con Megaman, ma verrà costretto dalla sua Net Operatrice. Dopo essere stato salvato dall'effetto ipnotizzante dal MagnoMetal darà a Megaman il KnightSoul. La sua Charge Weapon è la Knight Royal Wrecking Ball.
Magnetman: inizialmente fu il Net Navi di Gauss, ma poi venne regalato a sua nipote Tesla. Dopo essere stato battuto da Megaman, attira quest'ultimo in una vecchia miniera nell'Orange Island per sfidarlo, dopo essere stato battuto darà a Megaman il Magnet Soul. La sua Charge Weapon è il Magnet Missle.
Freezeman: è il Net Navi di Sean. Dopo aver completamente avvolto la rete dal ghiaccio viene trovato il suo nascondiglio e lì Megaman lo elimina. Dopo che Sean torna normale decide di partecipare al Grand Prix Challenge per farsi una nuova vita. La sua Charge Weapon è il Freeze Needle.
Copia di Bass: viene creato da Sean utilizzando i dati trovati e inviati a Sean da Wily. Durerà poco la sua vita perché verrà subito tramutato in un organismo multinformatico. La sua Charge Weapon è il Plasma Buster.
Toadman: è il Net Navi di Ribitta. Dopo essere stato salvato da Megaman nell'Undernet regala a quest'ultimo il Toad Soul. La sua Charge Weapon è la Toad Slap.
Gateman: è uno dei Net Navi di Mr. Famous. La sua Charge Weapon è il Gate Army.
Thunderman: è il Net Navi di Raul. Dopo essere stato battuto al Red Sun Tournement dà a Megaman il Thunder Soul. La sua Charge Weapon è il Thunderous Thunder.
Snakeman: è il Net Navi di Ms. Milion. La sua Charge Weapon è il Search Snake.
Heatman: è uno dei Net Navi di Mr. Match. Aiuta Megaman nel suo allenamento e gli regala l'Heat Soul. La sua Charge Weapon è l'Heat Tower.
Pharaohman: è uno dei primi membri della WWW. Era il guardiano all'entrata della Secret WWW Area 2. La sua Charge Weapon è la Pharaoh Trap.
Napalman: ex-membro della WWW, è il Net Navi di un costruttore di fuochi d'artificio. Era il guardiano all'entrata della Secret WWW Area 3. Dona il Napalm Soul a Megaman dopo una missione di liberazione con il Team Protoman. Il suo Charge Weapon è la Napalm Bomb.
Planetman: capo della riunificazione della WWW e ricercatore dell'Eletto (l'Eletto doveva essere un Net Navi che avrebbe dovuto poter eliminare sia Napalman che Pharaohman, ma anche i Protecto disseminati nelle 3 aree. Per sbaglio scambia Megaman per l'Eletto. L'Eletto è Bass). La sua Charge Weapon è il 2x Planet.
Gospel Mega Virus: è un Multi Organismo Informatico. Nato dalla copia di Bass creata da Kid Gospel cerca subito di eliminare Megaman. Anche se viene sconfitto da Megaman, Wily lo usa come nutrimento per Alpha. Gospel per salvare Bass decide di utilizzare i propri dati per curare le sue ferite dandogli nuova forza e nuovo potere. La sua Charge Weapon è il Gospel Breath. Il Gospel Mega Virus non è un Net Navi.